# Prittitz
Prittitz este o comună în Saxonia-Anhalt, Germania